# Kultúra és Tudomány Palotája

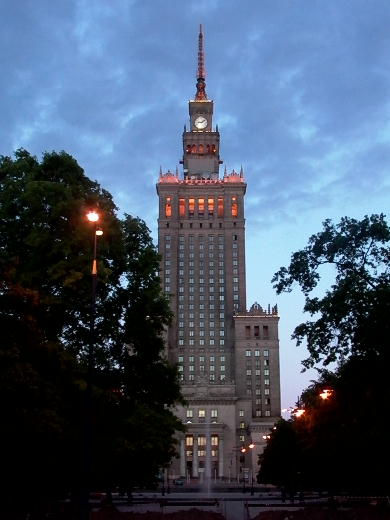
A Kultúra és Tudomány palotája

A Kultúra és Tudomány Palotája (lengyelül: Pałac Kultury i Nauki, vagy rövidítve PKiN) Varsó, egyben Lengyelország (a Varso-torony után 2022 óta) második legmagasabb épülete. Mintájául a moszkvai Hét nővér, az amerikai felhőkarcoló építések technológiáját felhasználó, a szocialista-realista építészet stílusában felépült épületek szolgáltak. Az egykori Szovjetunió területén kívül ez az egyetlen épület, mely ilyen formában jött létre, 230,68 méteres magasságával pedig a második legmagasabbnak számít közülük a Moszkvai Állami Egyetem főépülete után.

## Története
Az épület építése 1952-ben kezdődött, és 1955-ben fejeződött be. A torony a Szovjetunió ajándéka volt Lengyelország részére, a szovjet tervek alapján történő építésében mintegy 3500 szovjet munkás vett részt. Közülük 16-an a kivitelezés alatt halálos balesetet szenvedtek.
A torony stílusában kísértetiesen emlékeztet a moszkvai Hét nővérre, az ötvenes években épült moszkvai felhőkarcolókra, melyek legismertebbje a Lomonoszov Egyetem központi épülete. Az épület egyediségét kihangsúlyozandó, a torony szovjet főépítésze, Lev Vlagyimirovics Rudnyev lengyelországi utazásai alatt tapasztalt lengyel építészeti karaktereket is beleszőtte a tervekbe. Ennek jele például a krakkói és zamośći reneszánsz házakról átvett díszítőelemek ismétlődése a torony monumentális falain.
Egyes források szerint a Sztálin ajándékának szánt épület helyett metró is épülhetett volna a lengyel fővárosban, a politikai nyomás azonban végül a torony megépítése mellett döntött. Az épületet eredetileg az ajándékozó Sztálin nevét viselte (Pałac Kultury i Nauki imienia Józefa Stalina), a sztálinizmus végével azonban a szovjet vezető neve kikerült az épület nevéből, mint ahogy az őt ábrázoló szobrot is lecserélték.
Az épület megnyitása után nem sokkal az épület adott helyt a ötödik Világifjúsági és diáktalálkozónak, melyen 111 ország mintegy 30 000 küldötte vett részt, azonnal nemzetközi ismertséget biztosítva az épületnek. Az épület később számos további művészeti előadásnak adott helyt, gyakran ismert nemzetközi előadóknak. Itt koncertezett a The Rolling Stones 1967-ben, mely az első alkalom volt, hogy jelentős nyugati rock együttes a vasfüggönyön túl lépett fel.

## Napjainkban

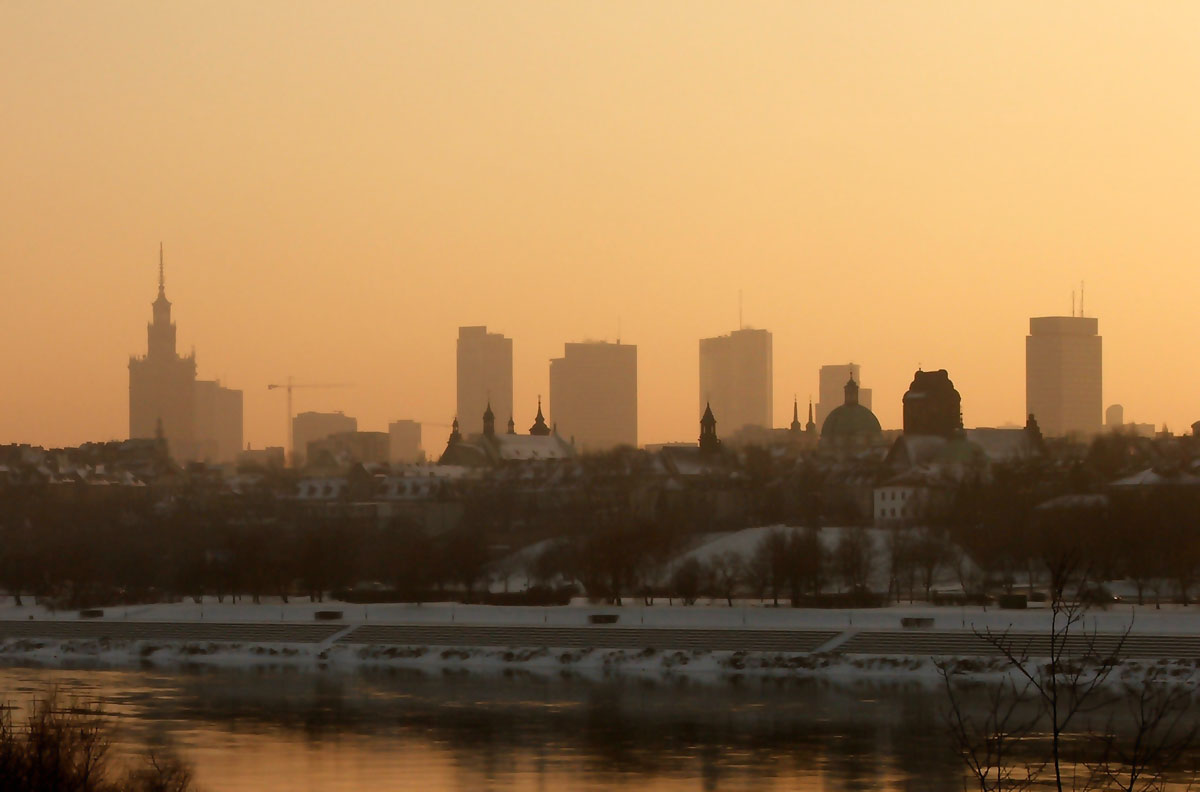
A varsói panoráma napjainkban, bal oldalon a Kultúrpalotával

Az épület ma is Varsó egyik legjellegzetesebb, legismertebb épülete, melynek megítélése azonban mindig ellentmondásos volt. Számos lengyel utálta az épületet, mert a szovjet megszállás jelképének tartották, és jó páran közülük azt gondolják, ez a mai napig kitart. Mások politikai megítéléstől függetlenül úgy gondolták, az épület nincs harmóniában sem a régi Varsóval, sem a háború után újjáépült várossal, a torony nem illeszkedik megfelelően a városképbe. A városlakók ennek ellenére az épületre beceneveket aggatták, mint a Pekinget jelentő, az épület hivatalos rövidített PKiN mozaikszóból származó Pekin, vagy a bábot jelentő Pajac, amely hangzásban közel áll a Pałachoz.
Az elmúlt években azonban a Kultúrpalota közvetlen környezetében számos más, a szocialista realista torony magasságával harmonizáló felhőkarcoló épült fel. Az új felhőkarcolók – a Kultúrpalotával együtt – egy új városközpontot, egy új, modern Varsót alakítottak ki a tornyot egykor övező kietlen betonplaccok, autóparkolók helyén.
Az épület tornyára 2000-ben 4, egyenként 6,3 méter átmérőjű órát szereltek fel, melyek beépítésükkor a világ legmagasabban elhelyezkedő toronyóráinak számítottak. 2002 óta ezt a címet a tokiói NTT DoCoMo Yoyogi Building órái viselik.
Az épület a turisták számára is nyitva áll, a 114 méter magasan fekvő kilátóteraszára expresszliftek szállítják fel az érdeklődőket, ahonnan körpanorámában élvezhetik a lengyel főváros látványát. Egy régi varsói vicc szerint a város látképe innen a legszebb, mivel ez az egyetlen pont, ahonnan a torony nem látható (a viccet eredetileg Guy de Maupassant mondta az Eiffel-toronyról).
A torony 43 szintjén található, 123 000 m² összalapterületű 3288 helyisége ma elsősorban kiállítási és iroda funkciókat lát el, kiegészülve könyvesboltokkal, múzeumokkal, mozikkal, és egy 3000 fő befogadóképességű konferenciateremmel. Az épület tetején található antennák számos tv és rádiócsatorna adását továbbítják.

## Külső hivatkozások
- A torony hivatalos oldala
- Képek a toronyról